# Łonna
Łonna – polana w Gorcach. Położona jest w dolinie potoku Jaszcze Duże, pomiędzy szczytami Przysłopu i Magurki. Jest to nieduża polana na lewym zboczu potoku. W jej zachodnim rogu znajduje się klasyczny dla dawnego miejscowego budownictwa szałas kryty deskami. Jeszcze długo po II wojnie światowej była koszona i wypasana, obecnie znajduje się na obszarze Gorczańskiego Parku Narodowego i została wyłączona z gospodarczego użytkowania. Aby zapobiec niepożądanemu zarośnięciu jej przez las i zmniejszeniu różnorodności biologicznej, kosi się ją, pozostawiając na polanie skoszoną trawę. Aby zapewnić płazom niezbędne do rozrodu miejsca, wykonuje się na obrzeżach polany nieduże zbiorniki wodne.
Łonna znajduje się we wsi Ochotnica Górna w województwie małopolskim, w powiecie nowotarskim, w gminie Ochotnica Dolna.

## Ścieżka edukacyjna
Tworzy zamkniętą pętlę (start i koniec w tym samym miejscu):
 ścieżka edukacyjna „Dolina Potoku Jaszcze”: Jaszcze Duże (parking) – Jaszcze Małe – Łonna – Pańska Przehybka – Tomaśkula – Magurki – Kurnytowa Polana – Jaszcze Duże.